# 皇甫度
皇甫度（5世纪—528年），表字文亮，安定郡朝那县（今宁夏回族自治区固原市彭阳县）人。灵太后胡氏母亲的弟弟。魏孝明帝时尚书左仆射。皇甫集之弟。

## 生平
皇甫度被封为安定县公，官至尚书左仆射，领左卫将军，正光初年，元叉让他出任都督、瀛州刺史，皇甫度不愿出京，固辞，于是担任右光禄大夫。孝昌元年（525年）为司空，领军将军，加侍中。元叉被贬，害怕被诛，于是送给皇甫度金宝，皇甫度与妻陈氏接纳，常包庇元叉，远近慨叹。皇甫度无子，養兄皇甫集子皇甫子熙為子。皇甫子熙的嫂子是趙郡太守裴佗的女儿。孝昌三年（527年）正月初十，魏孝明帝任命司空皇甫度为司徒，仪同三司萧宝寅为司空。正月廿四日，魏孝明帝任命皇甫度为太尉。皇甫度无才干，贪婪异常。所历官职，都是他自己请求的。胡太后知其无用，以他是自己的舅舅，多应其求。尔朱荣入洛阳，杀死胡太后。皇甫度投奔兄皇甫集子华州刺史皇甫邕，被人所杀。